# فيكتوريا سميث
فيكتوريا سميث (بالإنجليزية: Victoria Smith)‏ هي لاعبة كرة الشبكة نيوزيلندية، ولدت في 8 يناير 1983 في ويلينغتون في نيوزيلندا.